# Pieni Poukansaari
Pieni Poukansaari är en ö i Finland. Den ligger i sjön Ruovesi och i kommunen Mänttä-Filpula i den ekonomiska regionen  Övre Birkalands ekonomiska region  och landskapet Birkaland, i den södra delen av landet, 210 km norr om huvudstaden Helsingfors. Öns area är 5,4 hektar och dess största längd är 460 meter i öst-västlig riktning.